# Eugenio Leal
Eugenio Leal Vargas, né le 13 mai 1954  à Carriches (province de Tolède, Espagne), est un footballeur international espagnol qui jouait au poste de milieu de terrain avec l'Atlético de Madrid dans les années 1970.

## Biographie

### Clubs
Eugenio Leal commence sa carrière au collège madrilène de La Salle. Il rejoint ensuite les juniors de l'Atlético de Madrid, club où il débute en première division en 1971.
Après deux saisons en équipe première, il est prêté au Sporting de Gijón lors de la saison 1973-1974.
En 1974, il retourne à l'Atlético où il reste jusqu'en 1982. Sa carrière est affectée par une grave blessure lors d'un match face au Real Madrid.
En 1982, il rejoint le CE Sabadell, mais l'état de son genou l'oblige à mettre un terme à sa carrière.
Leal joue un total de 208 matchs en première division et marque 29 buts en 11 saisons.

### Équipe nationale
Eugenio Leal joue 13 matchs et marque un but avec l'équipe d'Espagne. Il débute en même temps que Rubén Cano, le 16 avril 1977 face à la Roumanie (défaite 1 à 0) sous les ordres du sélectionneur Laszlo Kubala.
Il participe à la Coupe du monde de 1978 organisée en Argentine. Lors du mondial, il joue trois matchs : contre l'Autriche, le Brésil et la Suède.
Leal joue son dernier match avec l'Espagne le 21 décembre 1978 face à l'Italie à Rome (défaite 1 à 0).

## Palmarès
Avec l'Atlético Madrid :
- Champion d'Espagne en 1973 et 1977
- Vainqueur de la Coupe d'Espagne en 1972 et 1976
- Vainqueur de la Coupe intercontinentale en 1974